# Balmes viennoises

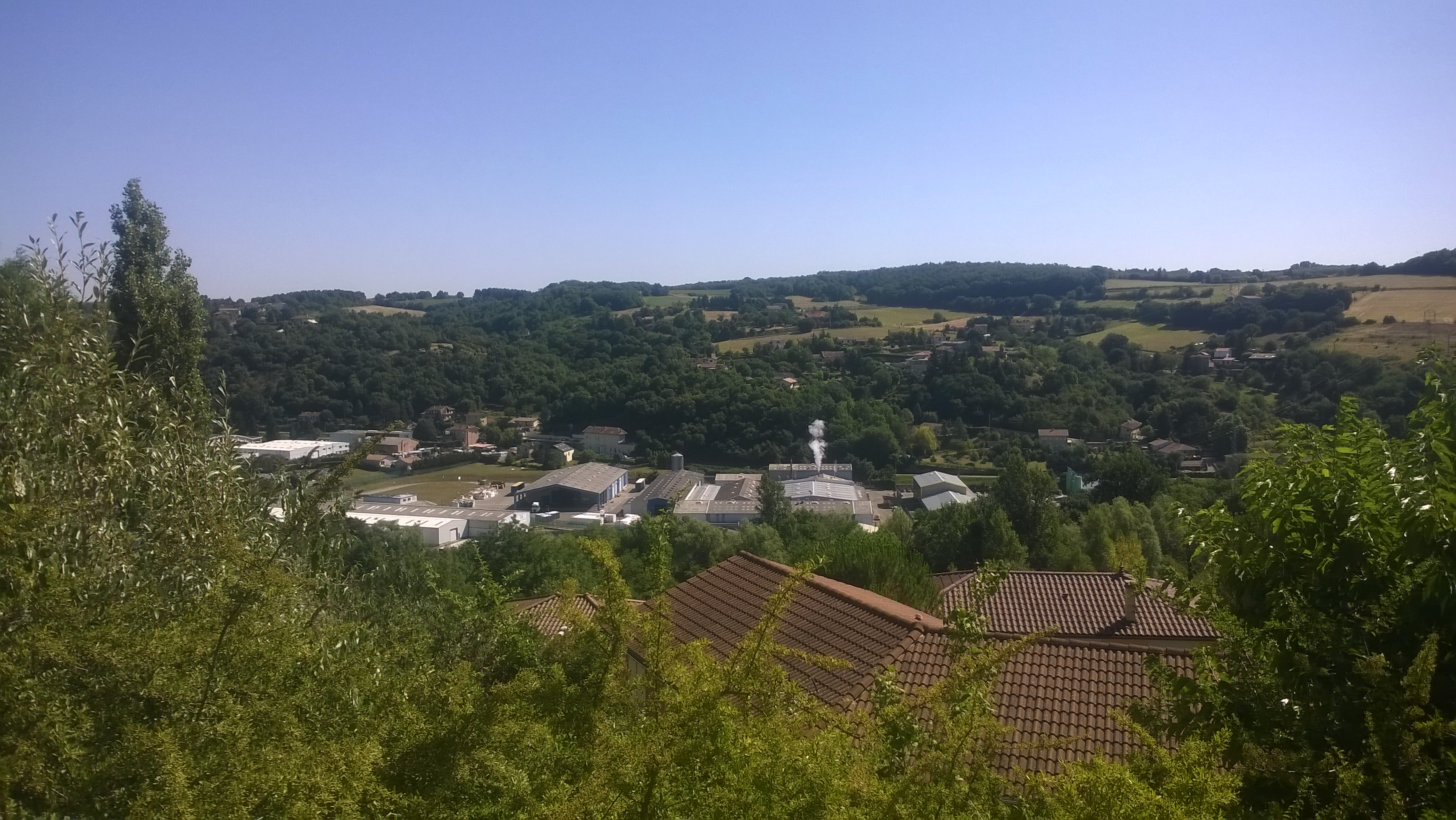

Die Balmes viennoises sind eine Naturlandschaft in den französischen Departementen  Isère und Rhône in der Region Auvergne-Rhône-Alpes.
Die in der Epoche der Kaltzeiten entstandene Hügellandschaft liegt nordöstlich der Stadt Vienne und südlich der Agglomeration von Lyon. Sie erstreckt sich vom Rand der Rhoneebene gegen Osten bis in die Nähe des Bourbretals.
Der Naturraum hat eine Fläche von rund 500 Quadratkilometern und umfasst Gebiete von etwa 25 Gemeinden. Seine vier von West nach Osten laufenden Hügelzüge weisen ausgedehnte Wälder auf, während in den dazwischen liegenden drei Tälern Landwirtschaftsräume liegen. Im westlichen Abschnitt der Balmes viennoises breiten sich in der Umgebung der Stadt Vienne Wohnsiedlungen und Industriezonen aus. Vom Großraum Lyon-Vienne aus nimmt der Siedlungsdruck auf die Naturlandschaft stetig zu. Verschiedene Infrastrukturanlagen durchqueren die Landschaft, besonders die TGV-Linie LGV Rhône-Alpes und die Autobahnen A7 Autoroute du Soleil und A46.
Ein bekanntes Produkt der regionalen Landwirtschaft ist der Käse der Marke Chèvrerie des Balmes viennoises. An den Berghängen nahe der Rhône wird Weinbau betrieben. Zu den besonderen Angeboten des Tourismus der Region Lyon-Vienne zählen der Wanderweg Sentier ces Randonnée „Les Balmes viennoises“ und verschiedene Radwege.
Benachbarte Natur- und Kulturlandschaften sind die Plaine du Rhône, die Terres froides, Bièvre-Valloire sowie die Plaine de Lyon.
Von den höchsten Erhebungen der Landschaft öffnet sich der Blick auf die Bergketten der französischen Voralpen.